# Boydton
Boydton är administrativ huvudort i Mecklenburg County i Virginia. Orten har fått sitt namn efter domaren Alexander Boyd. Vid 2010 års folkräkning hade Boydton 431 invånare.